# Honda RC113
La Honda RC113, présentée lors du Grand Prix moto du Japon de 1963, est une moto de course à moteur bicylindre en ligne.

## Description
Elle est de même alésage et course que la précédente RC112, 33 × 29 mm pour une cylindrée de 49,61 cm3, mais avec quatre soupapes par cylindre. L'angle total de la soupape est de 72°, symétrique : les soupapes d'admission et d'échappement ont un angle de 36°. L'allumage se fait par un système sans disjoncteur et transistorisé, avec des bougies de 8 mm.
Les carburateurs sont à nouveau du type à glissière plate. Ce type de carburateur est plus court que le type à glissière ronde et les vitesses très élevées du moteur nécessitent une très courte longueur d'admission et d'échappement pour obtenir un réglage optimal. La lubrification se fait par carter humide et la boîte de vitesses compte neuf vitesses. La puissance est de 13 ch à 18 500 tr/min ; la zone rouge est à 19 000 tr/min et les excursions courtes à 20 000 tr/min sont autorisées. Le poids à sec de la RC113 est de 53 kg, soit moins que son prédécesseur grâce à une utilisation intensive de magnésium et à un curieux frein avant.
Ce dernier est identique à celui utilisé sur une moto normale, avec deux patins de frein serrés sur la jante. Cela permet d'économiser du poids total et du poids non suspendu, ce qui améliore la tenue de route. Deux grands disques en alliage léger sont montés sur la roue avant.